# إليري هانتينغتون جونيور
إليري هانتينغتون جونيور (بالإنجليزية: Ellery Huntington, Jr.)‏ هو لاعب كرة قدم أمريكية أمريكي، ولد في 11 مارس 1893 في ناشفيل في الولايات المتحدة، وتوفي في 2 يوليو 1987 في الإسكندرية في الولايات المتحدة.